# Rodolfo de Anhalt-Zerbst
Rodolfo de Anhalt-Zerbst (en alemán, Rudolf von Anhalt-Zerbst; Harzgerode, 28 de octubre de 1576-Zerbst, 20 de agosto de 1621) fue un príncipe alemán de la Casa de Ascania y gobernante del principado unificado de Anhalt. Desde 1603, fue gobernante del principado de Anhalt-Zerbst.

## Biografía
Rodolfo era el quinto hijo varón del príncipe Joaquín Ernesto de Anhalt, aunque el tercero nacido de su segunda esposa Leonor, hija del duque Cristóbal de Wurtemberg.
En 1586, tras la muerte de su padre, Rodolfo heredó el principado de Anhalt conjuntamente con sus hermanos y hermanastros, aunque siendo todavía un menor, su hermano mayor, Juan Jorge I, actuó como regente.
Por cuenta de los testimonios contemporáneos, Rodolfo era un entusiasta pupilo y estudiante. En 1596, con veinte años, el príncipe fue invitado a la coronación del rey Cristián IV de Dinamarca en Copenhague.
Su Grand Tour empezó en 1600 cuando llegó a Sicilia. Con su hermano menor, Luis, Rodolfo pasó un año en Florencia. El 21 de noviembre de 1601 fue admitido en la Universidad de Siena. Un año más tarde, en 1602, el príncipe abandonó Suiza (donde había vivido por algún tiempo) y retornó a Dessau.
En 1603, fue acordada una división formal del principado de Anhalt entre Rodolfo y sus hermanos supervivientes. Recibió Zerbst, donde se encontraba su residencia principal, y apoyó la renovación del Gymnasium Francisceum, comenzando por el aditamento de una biblioteca. En 1618, Rodolfo se unió a la Sociedad Fructífera.

## Matrimonio e hijos
En Wolfenbüttel el 29 de diciembre de 1605 contrajo matrimonio con Dorotea Eduviges (Wolfenbüttel, 3 de febrero de 1587-Zerbst, 16 de octubre de 1609), hija del duque Enrique Julio de Brunswick-Luneburgo. Tuvieron cuatro hijas:
1. Niña nacida muerta (Zerbst, octubre(?) de 1606).
2. Dorotea (Zerbst, 25 de septiembre de 1607-Hitzacker, 26 de septiembre de 1634), desposó el 26 de octubre de 1623 al duque Augusto de Brunswick-Luneburgo.
3. Leonor (Zerbst, 10 de noviembre de 1608-Osterholm, 2 de noviembre de 1681), desposó el 15 de febrero de 1632 al duque Federico de Schleswig-Holstein-Sonderburg-Norburg.
4. Niña nacida muerta (Zerbst, 16 de octubre de 1609).

La muerte de su esposa, de acuerdo con las fuentes contemporáneas, causó una grave depresión en Rodolfo.
En Oldemburgo el 31 de agosto de 1612, Rodolfo contrajo matrimonio por segunda vez con Magdalena (Oldemburgo, 6 de octubre de 1585-Coswig, 14 de abril de 1657), heredera de Jever y una hija del conde Juan VII de Oldemburgo; solo cuando Rodolfo la conoció pudo salir de su depresión. Tuvieron dos hijos:
1. Isabel (Zerbst, 1 de diciembre de 1617-Oldemburgo, 3 de junio de 1639).
2. Juan VI (Zerbst, 24 de marzo de 1621-ibidem, 4 de julio de 1667), príncipe de Anhalt-Zerbst.